# ジョー・エスターハス
ジョー・エスターハス（Joe Eszterhas, 1944年11月23日 - ）は、アメリカの脚本家、作家。『氷の微笑』や『ショーガール』など、ポール・バーホーベン監督の映画作品で有名。

## 略歴
ハンガリー生まれ。子供の時に家族でアメリカに移住し、子供時代の大半をクリーブランドで過ごす。オハイオ大学で学ぶ。1983年公開の青春映画『フラッシュダンス』の大ヒットで一躍注目を集める。その後『白と黒のナイフ』『配信の日々』『ミュージックボックス』などミステリー映画を手がけた。1992年公開のエロティックスリラー『氷の微笑』が世界的大ヒットとなり、ハリウッドで最も高いギャラを受け取る脚本家の一人となる。その後も『硝子の塔』『ジェイド』『ショーガール』などエロティック描写が売りの作品を手がけるが、次第にハリウッドの商業主義に嫌気が差し、映画業界を風刺したコメディ『アラン・スミシー・フィルム』を最後にハリウッドを離れる。2006年、故郷ハンガリーで8年ぶりの新作『君の涙 ドナウに流れ ハンガリー1956』が公開された。

## 主な作品
- フィスト F.I.S.T. (1978)
- フラッシュダンス Flashdance (1983)
- 白と黒のナイフ Jagged Edge (1985)
- Big Shots (1987)
- 背信の日々 Betrayed (1988)
- ミュージックボックス Music Box (1989)
- 氷の微笑 Basic Instinct (1992)
- 硝子の塔 Sliver (1993)
- ボディ・ターゲット Nowhere to Run (1993)
- ジェイド Jade (1995)
- ショーガール Showgirls (1995)
- 17 セブンティーン Telling Lies in America（1997）
- アラン・スミシー・フィルム An Alan Smithee Film: Burn Hollywood Burn (1998)
- 君の涙 ドナウに流れ ハンガリー1956 Children of Glory (2006) ハンガリー映画